# Евграфов, Осип Никанорович

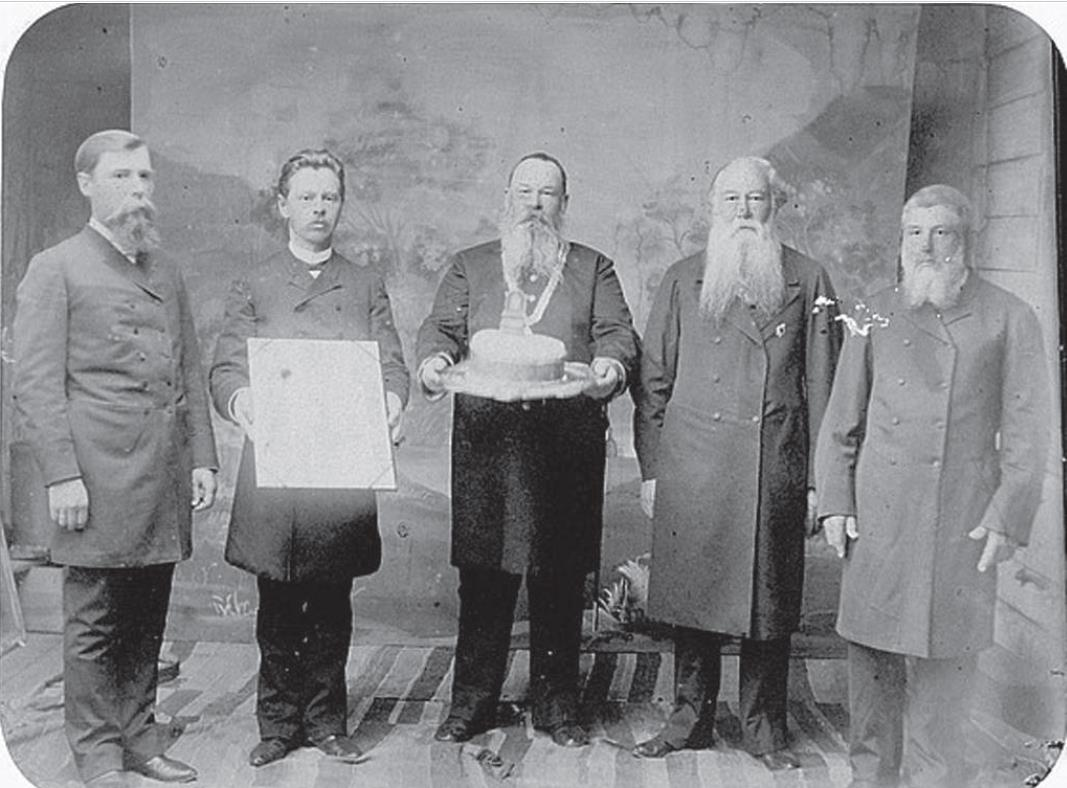
Курганская депутация, подносившая хлеб-соль цесаревичу. В центре — О. Евграфов (держит хлеб-соль), купцы Фёдор Семёнович Березин, Константин Трофимович Харламов, Иван Иванович Бакинов и Фёдор Васильевич Шветов (держит приветственный адрес).

Осип Никанорович Евграфов (1839 — неизвестно) — российский государственный деятель, городской голова города Кургана (1888—1893), курганский 2 гильдии купец.

## Биография
Иосиф (Осип) Евграфов родился в 1839 году в семье крепостного крестьянина.
По указу Тобольской казённой палаты от 17 (29) мая 1850 года № 4361 его отец, вольноотпущенный помещичий крестьянин Никанор Евграфов Евграфов же, причислен в деревню Еранину Сычёвской волости Курганского округа Тобольской губернии Западно-Сибирского генерал-губернаторства; решением Курганского облисполкома № 205 от 30 марта 1976 года деревня Еранина Дубровинского сельсовета Варгашинского района Курганской области исключена как сселившаяся, ныне территория дервни входит в Варгашинский муниципальный округ той же области.
По указу Тобольской казённой палаты от 20 января (1 февраля)  1853 года Никанор Евграфов причислен в город Кургане, в 3-ю гильдию купцов. Евграфовы жили в городском предместье Тихановка (ныне в черте города), имели две усадьбы, смыкающиеся торцом, и составляющие участок от Евграфовской улицы (ныне улица Сибирская) до Береговой (ныне улица Климова) в створе Фроловского переулка (ныне улица Савельева), размером 13х60 саженей. На усадьбе ещё в 1853 году было выстроено кожевенное заведение без всякого разрешения со стороны властей. Всего в Тихановке было шесть кожевенных заведений, принадлежащих разным лицам. Летом промывка кож всеми заводчиками производилась в озере, находящемся на берегу Тобола, около усадьбы Евграфовых. Во время паводков озеро наполнялось из Тобола. Ни для людей, ни для животных вода из озера не употреблялась. Зимой промывка кож производилась прямо в реке. Мочка кож в известковом молоке производилась в зольных чанах, сделанных из толстых плах и помещённых в земле под полом заведений.
В 1887 году был избран в городскую Думу. В связи с преждевременным оставлением должности Фёдором Ивановичем Галяминым, 26 октября (7 ноября)  1888 года был утверждён губернатором в должности городского головы на четырёхлетие 1888—1892.
В 1891 году цесаревич Николай Александрович путешествовал по Сибири, но его путь не проходил  через Курган. Городская Дума отправила свою депутацию в село Демьянское, где ей было назначено приветствовать наследника. Депутацию возглавлял городской голова О.Н. Евграфов, членами были купцы Фёдор Семёнович Березин, Константин Трофимович Харламов, Иван Иванович Бакинов и Фёдор Васильевич Шветов. 9 (21) июля 1891 года депутаты города Кургана были приняты на пароходе, Евграфов преподнёс на серебряном вызолоченном блюде хлеб-соль. На блюде были изображены инициалы наследника с великокняжеской короной, кругом блюда шла надпись: «Его Императорскому Высочеству, Государю Наследнику Цесаревичу от граждан г. Кургана». Сверху был изображён Государственный герб, а внизу блюда – герб Кургана. Блюдо изготовил в Москве золотых дел мастер Корнилов; приветственный адрес оформил художник Михаил Степанович Знаменский. Осип Никанорович произнёс: «Ваше Императорское Высочество! Граждане города Кургана, выражая свои верноподданнические чувства, просят Ваше Императорское Высочество осчастливить принятием хлеба-соли и адреса и благодарят Ваше Императорское Высочество за дарование дорогого Вашего Императорского Высочества имени вновь открытому убежищу для бедных сирот». После приёма хлеба-соли цесаревич, обратившись к городскому голове Евграфову, спросил, далеко ли город Курган, и узнав, что расстояние равняется 700 вёрстам, сказал: «Когда приедете в Курган, то от имени моего сердечно благодарите граждан города Кургана».
В 1891 году взял в курганском городском Общественном банке ссуду в 2800 рублей. Выплатить деньги в срок не смог, ему были предъявлены взыскания по векселям и в силу обстоятельств он оставил должность городского головы. В 1893 году были выставлены на публичные торги в счёт погашения долга его завод и усадьба в Тихановке с деревянным двухэтажным домом на каменном фундаменте, одноэтажный деревянный флигель, четыре амбара, две стаи, погреб, конюшня, баня.
В 1895 году Евграфов перечислен из купеческого в мещанское сословие.
Дата смерти неизвестна.

## Награды
- Перстень с сапфиром, осыпанный бриллиантами, 9 (21) июля 1891 года, от цесаревича Николая Александровича

## Семья
- Отец, Никанор Евграфов Евграфов (1811—15 (27) декабря 1880 года), вольноотпущенный помещичий крестьянин, с 1853 года — купец 3-й гильдии.
- Мать, Меланья Герасимова Евграфова (1812—?)
  - Брат Никандр (1838—15 (27) ноября 1869 года), был женат на купеческой дочери Пелагие Егоровой Большаковой.
  - Сестра Ольга (1853—?), 1871 году вышла замуж за вдового купца Якова Павлова Павлова.
- Жена Пелагия Онисимова (урожд. Шветова, из с. Шкодинского; 1837—?), свадьба была 11 (23) ноября 1859 года
  - Дочь Елизавета (19 (31) августа 1860 года — ?), вышла замуж 30 апреля (12 мая)  1879 года, муж Михаил Тимофеев Борщ, сын торгующего крестьянина из деревни Рябково, вскоре Михаил Борщ был перечислен в купеческую гильдию.
  - Дочь Мария (19 (31) марта 1863 года — ?)
  - Дочь Евдокия (23 февраля (6 марта)  1864 года — ?), вышла замуж 11 (23) ноября 1881 года, муж мещанин из ссыльных Григорий Фёдоров Мизернов.
  - Дочь Анастасия (умерла в младенчестве)
  - Дочь Евгения (1865—?), вышла замуж 11 (23) ноября 1883 года, муж мещанин Иван Фёдоров Барышев.
  - Дочь Агния (1872—?), вышла замуж 31 января (12 февраля)  1888 года, муж уволенный в запас армии старший писарь Дмитрий Павлов Гомырин.
  - Сын Пётр